# Schützenfeld
Schützenfeld hieß bis Ende des 19. Jahrhunderts eine Ortslage in der bergischen Großstadt Solingen. Heute ist der Ortsname Tönnesfeld eher gebräuchlich.

## Lage und Beschreibung
Der heute in der geschlossenen Bebauung aufgegangene Ort Schützenfeld befindet sich im südlichen Bereich des Stadtbezirks Solingen-Mitte unmittelbar an der Grenze zu Burg/Höhscheid. Der Ort liegt an der heutigen Bundesstraße 229, der Schützenstraße, im Bereich des Gymnasiums August-Dicke-Schule. Die Straße verläuft auf einem Höhenzug des Solinger Höhenrückens, der sich von der Solinger Innenstadt bis hoch zur Krahenhöhe erstreckt.
Benachbarte Orte sind bzw. waren (von Nord nach West): I. und II. Feld, Schützenhöhe, Kirschbaumshöhe, Böckerhof, Kirberg, Wiedenhof, Werwolf und Solingen.

## Etymologie
Die Ortsbezeichnungen Schützenfeldund Schützenhöhe sowie auch der Straßenname Schützenstraße gehen auf die ehemalige Dorper Schützenhalle zurück, die im Bereich der heutigen August-Dicke-Schule lag (Lage).

## Geschichte
Eine bewohnte Ansiedlung am sogenannten Schützenfeld entstand im 19. Jahrhundert. Es handelte sich ursprünglich um eine Einzelsiedlung, die aufgrund ihrer geringen Größe kaum namentlich auf Kartenwerken verzeichnet ist. Der Ort ist erstmals in der Karte vom Kreise Solingen des Solinger Landmessers C. Larsch aus dem Jahr 1875 als Schützenfeld verzeichnet.
Schützenfeld gehörte zur Bürgermeisterei Dorp, die im Jahre 1856 das Stadtrecht erhielt, und lag dort in der Flur X. Feld. Die Bürgermeisterei beziehungsweise Stadt Dorp wurde nach Beschluss der Dorper Stadtverordneten zum 1. Januar 1889 mit der Stadt Solingen vereinigt. Damit wurde Schützenfeld ein Ortsteil Solingens.
Durch den Ausbau der Chausseen zwischen Solingen und Müngsten 1823/24 sowie zwischen Solingen und Burg 1845/48 entstanden neue Dorper Fabriken und Wohnhäuser bevorzugt entlang oder im Umfeld dieser Ausfallstraßen.:2 Die Bebauung verdichtete sich in verkehrsgünstigen Lagen, entlang der heutigen Schützenstraße bereits in der Zeit der wirtschaftlichen Blüte nach der Reichsgründung 1871. Das ursprünglich auf freiem Feld gelegene Schützenfeld ging ab Ende des 19. Jahrhunderts in der geschlossenen Bebauung auf.
Im Jahre 1927 wurde auf dem Gelände der St. Sebastians-Schützen am Schützenfeld der Grundstein für das neue Gebäude der August-Dicke-Schule gelegt, das im Jahre 1930 vollendet wurde. Es steht seit 1984 unter Denkmalschutz.
Der Ortsname Schützenfeld war bereits im Stadtplan des Jahres 1929 nicht mehr enthalten, stattdessen setzte sich der amtliche Straßenname Schützenstraße als Ortsbezeichnung durch. Noch heute im Stadtplan verzeichnet ist allerdings die Bezeichnung Tönnesfeld, die im 20. Jahrhundert an die Stelle von Schützenfeld trat.